# Philippe de la Chambre
Philippe de la Chambre (Savoia, 1490 circa – Roma, 21 febbraio 1550) è stato un cardinale e vescovo cattolico francese.

## Biografia
Di famiglia nobile, era il quarto figlio di Louis de Seyssel, conte di La Chambre e di Anne de La Tour d'Auvergne. Era parente di Caterina de' Medici, regina di Francia. Entrò giovanissimo nell'Ordine di San Benedetto.
Nel 1523 ebbe in commendam dal papa l'abbazia di Corbie. Alla stessa abbazia il re di Francia aveva però nominato il cardinale Luigi di Borbone. Il suo legittimo diritto fu riconosciuto solo nel 1528. Egli allora lasciò l'abbazia per recarsi a Parigi.
Nel concistoro del 7 novembre 1533 papa Clemente VII lo elevò alla dignità cardinalizia e il 10 novembre dello stesso anno ricevette il titolo dei Santi Silvestro e Martino ai Monti.
Partecipò al conclave del 1534, che elesse papa Paolo III.
L'8 gennaio 1535 divenne amministratore apostolico della diocesi di Belley, a cui rinunziò il 24 maggio 1538 a favore del fratello Antoine.
Il 23 marzo 1541 optò per il titolo di Santa Prassede, che mantenne fino al 15 gennaio 1542, quando scelse il titolo di Santa Maria in Trastevere. Il 24 settembre 1543 optò per l'ordine dei cardinali vescovi ed ebbe la sede suburbicaria di Frascati.
Fu amministratore apostolico della diocesi di Quimper dal 19 luglio 1546 alla morte.
Partecipò al conclave del 1549-1550, che elesse papa Giulio III.
Morì a Roma e fu sepolto nella chiesa della Trinità dei Monti.